# Mstislav Doboujinski
Mstislav Valerianovitch Doboujinski (en russe : Мстислав Валерианович Добужинский ; en lituanien : Mstislavas Dobužinskis), né le 2 août 1875 (14 août dans le calendrier grégorien) à Novgorod et mort le 20 novembre 1957  à New York, est un peintre russo-lituanien, connu pour ses paysages urbains où il dépeint la croissance explosive et la décadence de la ville au début du XXe siècle. Également homme de théâtre dans les années 1920 et 1930 au Théâtre Tovstonogov, il est aussi membre de l'association d'artistes Mir iskousstva (qui signifie littéralement « Monde de l'Art » en français).

## Biographie
Issu de la noblesse lituanienne, Doboujinski naît à Novgorod dans la famille d'un officier de l'armée russe. De 1885 à 1887, il fréquente l'école de dessin de la Société impériale d'encouragement des beaux-arts et, entre 1895 et 1899, il étudie le droit simultanément à l'université de Saint-Pétersbourg et dans des écoles privées. Il s'initie à la gravure chez Lev Dmitriev-Kavkazski en 1897-1899. Après avoir été diplômé de l'université, il poursuit une formation artistique de 1899 à 1901 auprès des peintres Anton Ažbe à Munich et Simon Hollósy à Nagybánya, en Autriche-Hongrie. À Munich, il est influencé par le Jugendstil. De retour en Russie, il rejoint Mir Iskousstva, un cercle artistique qui idéalisait le XVIIIe siècle en tant qu'âge de l'élégance. En 1908, il encourage le peintre et musicien Mikalojus Konstantinas Čiurlionis, un compatriote vivant à Wilno, méconnu et incompris dans son propre pays, à partir pour Saint-Pétersbourg. Sa carrière de dessinateur commence avec la collaboration avec les revues satiriques Strekoza et Shut.
En 1906-1911 à Saint-Pétersbourg, il enseigne la peinture et le dessin à l'école des beaux-arts d'Ielizaveta Zvantseva appelée École Bakst et Doboujinski. Il y aura Marc Chagall comme élève durant quelques mois. 
Vers 1912, alors qu'il est déjà un peintre et illustrateur accompli, il devient professeur de dessin du jeune Vladimir Nabokov.
En 1919, Mstislav Doboujinski est nommé directeur de l'École artistique de Vitebsk. Marc Chagall se donna beaucoup de mal pour le convaincre d'accepter ce poste. C'était une grande figure de Mir Iskousstva qui devait relever le prestige de l'école. Mais Doboujinski  se désintéresse rapidement de l'école et donne sa démission en avril 1919. Il est remplacé  par Marc Chagall.
En 1941, il conçoit les costumes et le décor originaux du ballet de Georges Balanchine Ballet impérial dont la toile de fond montre une vue sur la rivière Neva depuis le Palais d'Hiver.
Il est enterré au cimetière russe de Sainte-Geneviève-des-Bois.

## Galerie

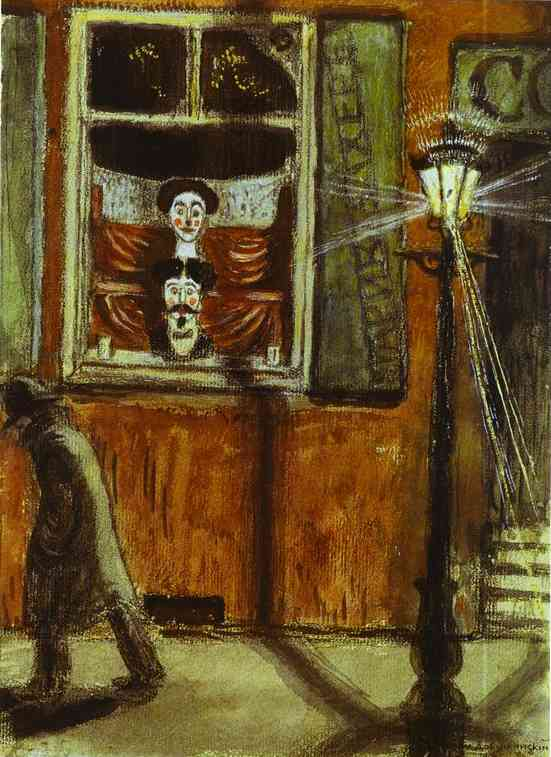
La Devanture du barbier (1906).
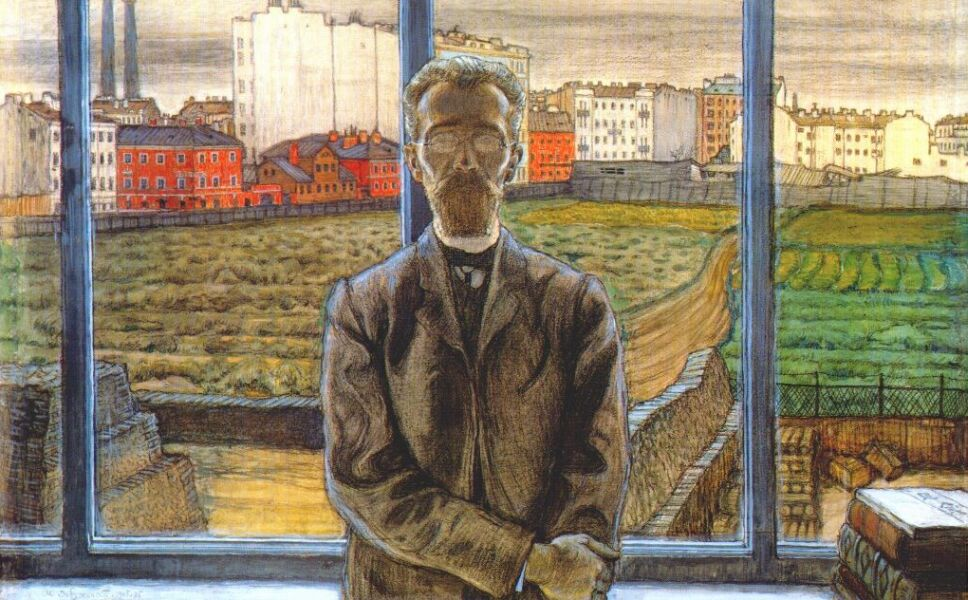
L'Homme aux lunettes (1905). Portrait du poète et critique d'art Constantin Sunnerberg.
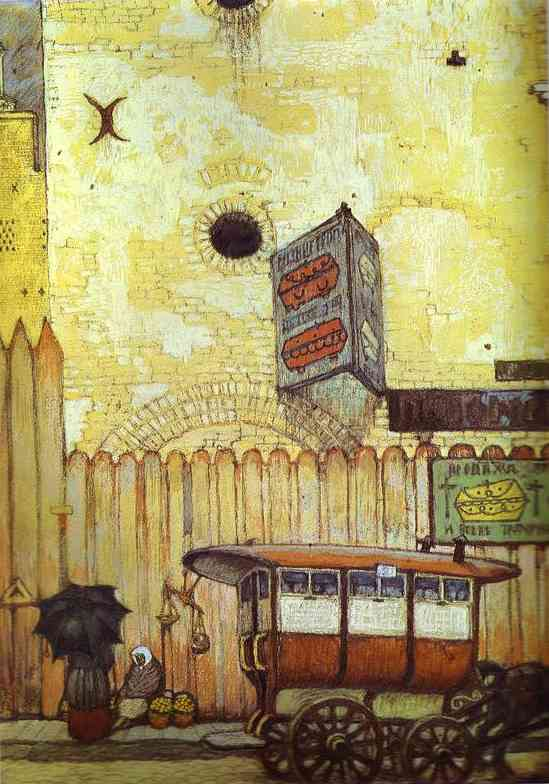
Omnibus à Vilnius (1907).
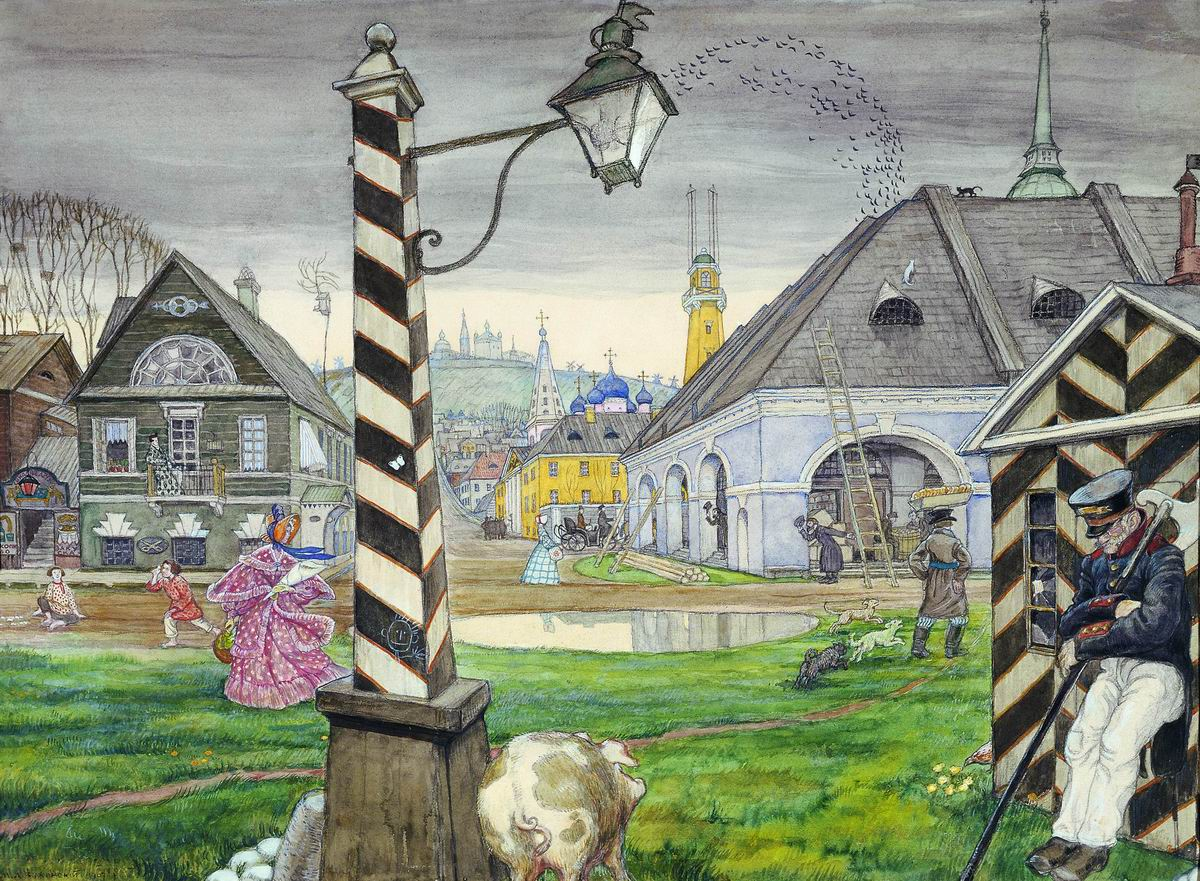
Une ville au temps de Nicolas II (1913).